# Herbert J. Biberman
Herbert Joseph Biberman (Philadelphia, 4 maart 1900 – New York, 30 juni 1971) was een Amerikaans scenarioschrijver en regisseur.

## Levensloop
Biberman werd geboren in 1900. Hij was de oudere broer van schilder Edward Biberman. Hij regisseerde in 1936 onder meer Meet Nero Wolfe met Edward Arnold en een jonge Rita Hayworth. In 1947 begon het HUAC de filmindustrie te onderzoeken. Biberman en negen anderen  werden banden met het communisme verweten. Zij kwamen op een zwarte lijst terecht. Biberman zat daarvoor zes maanden in de cel. Hierna regisseerde hij nog de controversiële film Salt of the Earth (1954).
Biberman huwde in 1930 met actrice Gale Sondergaard. Dit huwelijk duurde tot het overlijden van Biberman in 1971.